# (6260) Kelsey
(6260) Kelsey es un asteroide perteneciente al cinturón de asteroides, región del sistema solar que se encuentra entre las órbitas de Marte y Júpiter, más concretamente a la familia de Eunomia, descubierto el 2 de agosto de 1949 por Karl Wilhelm Reinmuth desde el Observatorio de Heidelberg-Königstuhl, Alemania.

## Designación y nombre
Designado provisionalmente como 1949 PN. Fue nombrado Kelsey en homenaje a Frances Oldham Kelsey, farmacólogo investigador de la Administración de Alimentos y Medicamentos de los Estados Unidos en Washington D. C.. Sus investigaciones le llevaron a la conclusión de que la malformación fetal puede ser el resultado de medicamentos que parecen inofensivos para los adultos. Su integridad como científica y como ciudadana impidió la comercialización del fármaco sedante talidomida en los Estados Unidos, evitando así la aparición de un número alarmante de bebés sin extremidades, como sucedió en países donde el medicamento se comercializó entre finales de la década de 1950 y 1962. Por esta acción, recibió en 1962 el premio President's Award for Distinguished Federal Civilian Service por su distinguido servicio civil en agradecimiento por (en palabras del presidente John Fitzgerald Kennedy) "salvar a la nación de una tragedia humana".

## Características orbitales
Kelsey está situado a una distancia media del Sol de 2,677 ua, pudiendo alejarse hasta 3,136 ua y acercarse hasta 2,217 ua. Su excentricidad es 0,171 y la inclinación orbital 11,93 grados. Emplea 1599,82 días en completar una órbita alrededor del Sol.

## Características físicas
La magnitud absoluta de Kelsey es 12,1. Tiene 11,196 km de diámetro y su albedo se estima en 0,14. 